# Italdesign Giugiaro

Logo in uso dal 2016 al 2023

Italdesign Giugiaro è un'azienda italiana fondata a Torino il 13 febbraio 1968 da Giorgetto Giugiaro e Aldo Mantovani sotto il nome originario di SIRP Società Italiana Realizzazione Prototipi S.p.A.

## Storia

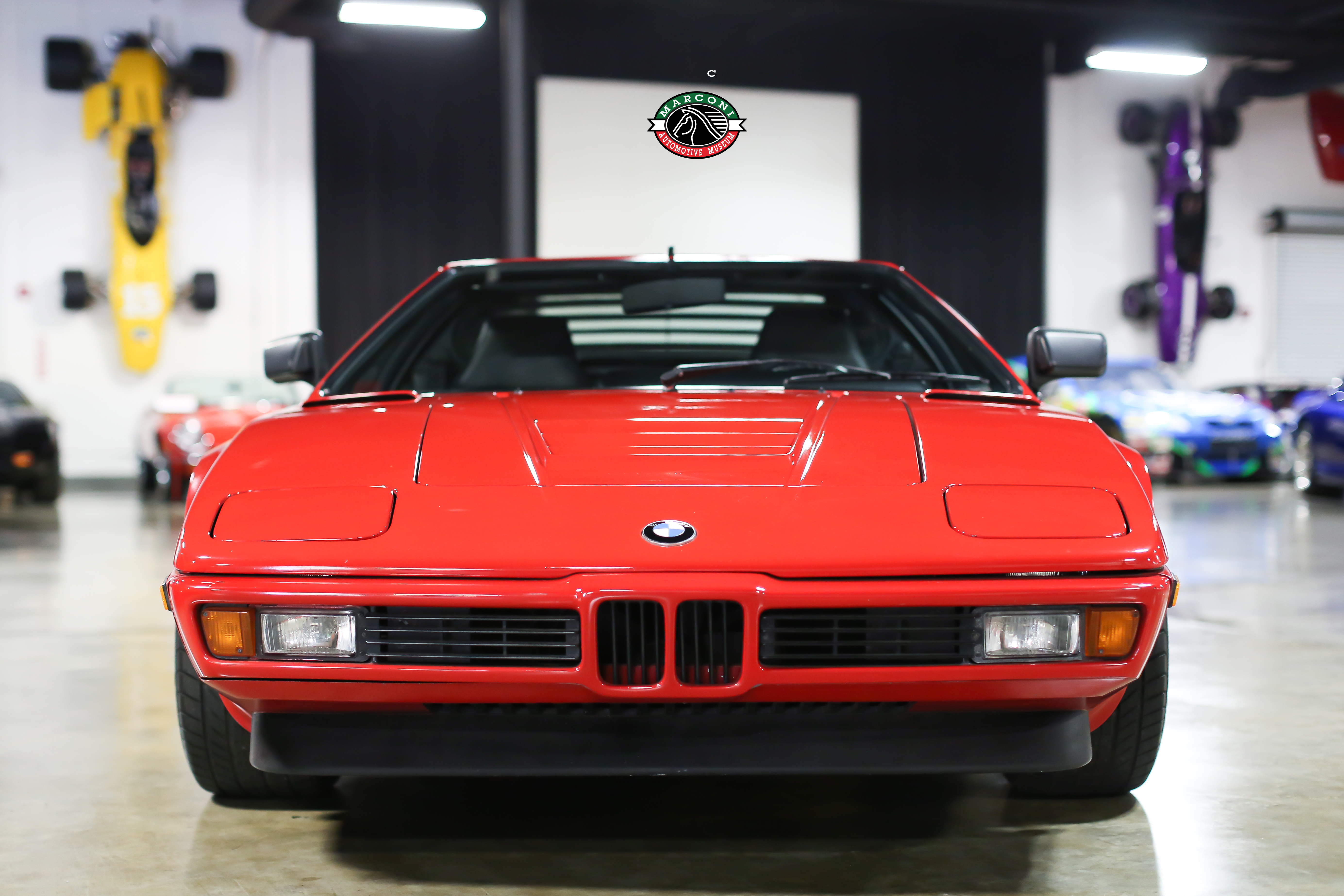
BMW M1, una delle prime realizzazioni della Italdesign di Giugiaro

L'azienda nasce come centro di servizi per il mondo dell'automotive; sin dalla fondazione la Italdesign stringe dei rapporti di partnership con le principali case automobilistiche come Alfa Romeo, FIAT, Hyundai, Mitsubishi. La società nasce per il progetto Alfasud, tant'è che lo studio di progettazione di tale vettura inizia proprio nel 1968. Subito dopo inizia la collaborazione con la casa automobilistica tedesca Volkswagen per la realizzazione di tre vetture ormai storiche per la casa di Wolfsburg: Passat, Scirocco e Golf. Durante questi anni la Italdesign Giugiaro è tra le principali aziende impegnate nella realizzazione di studi stilistici e soluzioni ingegneristiche nel campo automobilistico, anche grazie alla dotazione dei suoi centri di alcuni dei più sofisticati software disponibili (CAD, CAS, CAE e CAM).
Dal 1981 è operativa, all'interno del Gruppo, la sezione Giugiaro Design: una divisione dedicata al design industriale e dei trasporti. Nel 2003 viene fondata la Giugiaro Architettura, che opera nell'ambito della progettazione architettonica civile e industriale, architettura di interni, design interni degli yacht, allestimenti fieristici, arredo urbano e pianificazione urbanistica e paesaggistica.

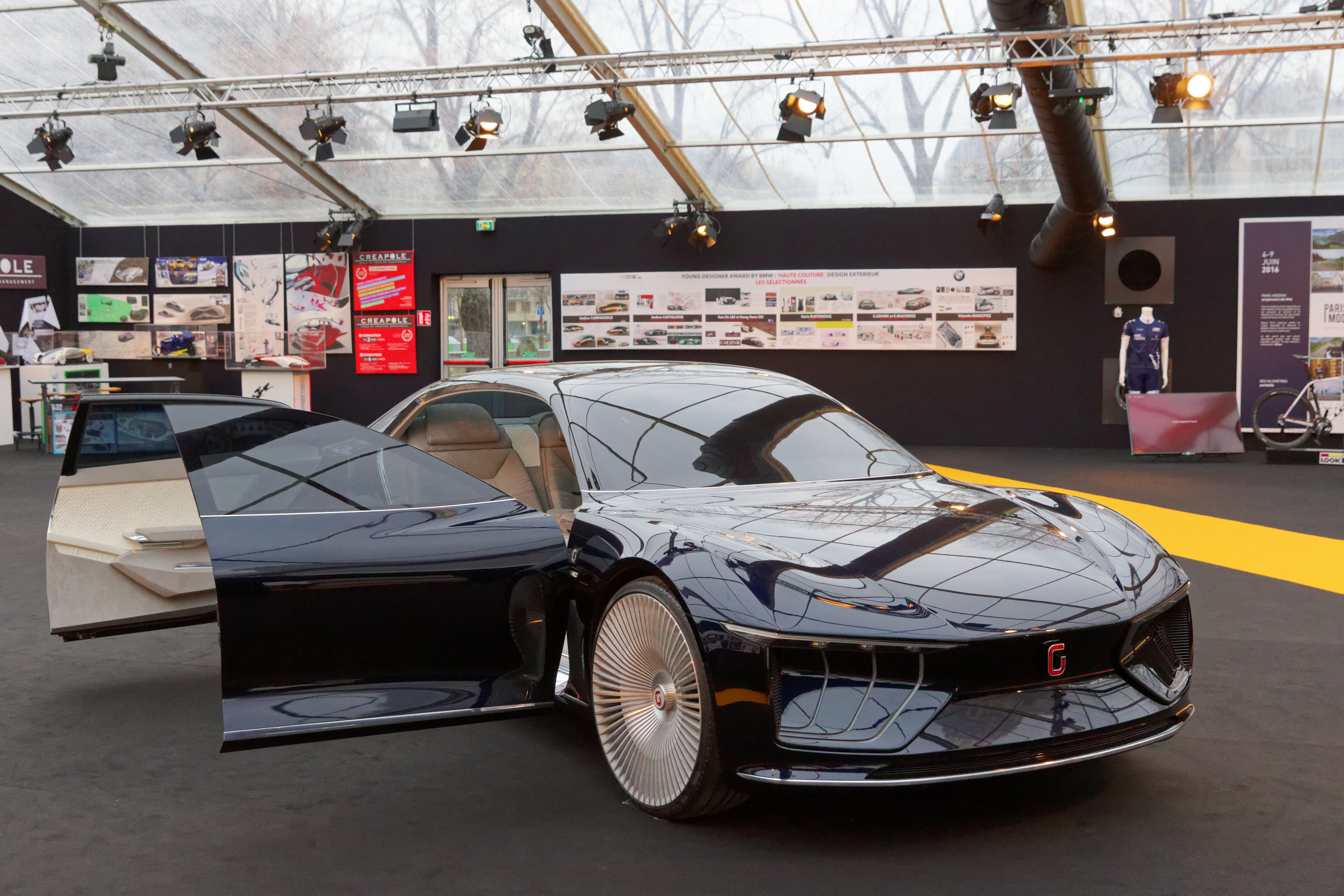
Italdesign Giugiaro GEA Concept del 2015, ultima vettura realizzata sotto la direzione di Giorgietto Giugiaro

Il 25 maggio 2010, la Volkswagen AG ha acquisito il 90,1% del capitale della Italdesign Giugiaro, introducendo l'azienda nel gruppo tedesco, e ponendola sotto il controllo della holding Lamborghini, sussidiaria italiana di Audi. La famiglia Giugiaro è rimasta in possesso del restante 9,9% del pacchetto azionario dell'azienda sino al 2 luglio 2015, quando è stata ceduta anche la rimanente quota, e Giorgetto si è contestualmente dimesso da tutte le cariche che ancora ricopriva, ringraziando l'amico Ferdinand Piëch che poco prima aveva pure lasciato le sue cariche in VW.

## Progetti di rilievo
- per AnsaldoBreda: Minimetro Copenaghen
- per Airbus: interni degli Airbus A321 per la compagnia aerea Alitalia
- per Alenia Aeronautica: C-27J Spartan
- per Audi: Q2, SUV compatto
- per Fiat Ferroviaria: ETR 470 Cisalpino
- per Alstom: Minuetto Trenitalia
- per Bburago: Prima
- per Piaggio: "Ligier Be Up"
- per S.Bernardo: bottiglia "Goccia"
- per Sanpellegrino: grafica e bottiglietta "Sanbittèr"
- per Ferrero: grafica e packaging "EstaThé"
- per Dem: contenitori alimentari
- per Telecom Italia: Digito
- per SIP: Sirio
- per Nikon: Nikon F5
- per Enel: Tralicci linee ad altissima tensione
- per Università degli studi di Torino: Nuovo polo universitario
- per SAIPA: TIBA
- per Derbi: Predator scooter
- per Moby Lines: Livrea della Moby Vincent (1999).
- per Indesit: Moon
- per Fiat Auto:
  - FIAT: Croma (194), Grande Punto, Sedici, Idea.
  - Alfa Romeo: Visconti, 159, Brera
  - Lancia: Musa
- per FIBA: pallone di pallacanestro GL7 della Molten
- logo Telefono Azzurro
- logo Bimota
- immagine aziendale Neos Air
- Residence per Sestiere a Torino

## Concept car
- Italdesign Asso di picche (1973)
- Italdesign Asso di quadri (1976)
- Italdesign Asso di fiori (1978)
- Italdesign Aztec (1988)
- Italdesign Bmw Nazca M12 (1991)
- Italdesign Columbus (1992)
- Italdesign Bmw Nazca C2 (1993)
- Italdesign Calà (1995)
- Italdesign Alfa Romeo Scighera (1997)
- Italdesign Toyota Alessandro Volta (2004)
- Italdesign Twenty-Twenty (2008)
- Italdesign Giugiaro Frazer-Nash Namir (2009)
- Italdesign Quaranta (2001)
- Italdesign Giugiaro Parcour  (2013)
- Italdesign Giugiaro Brivido (2012)
- Italdesign Giugiaro GEA Concept (2015)
- Italdesign GTZero (2016)
- Italdesign Zerouno (2017)
- Italdesign DaVinci (2019)